# Eucereon sericeum
Eucereon sericeum là một loài bướm đêm thuộc phân họ Arctiinae, họ Erebidae.